# ضایعه نورون حرکتی فوقانی
ضایعه نورون حرکتی فوقانی (به انگلیسی: Upper motor neuron lesion) یک آسیب در بخش‌هایی از دستگاه عصبی مرکزی است که باعث می‌شود کنترل آن‌ها در نهایت بر مجموعه نورون حرکتی تحتانی مربوطه ازبین برود.صدمات وارده به این قسمت ها، منجربه اختلالات حرکتی گردیده و کنترل حرکتی فرد کاهش می یابد.میزان اختلال حرکتی در آسیب نورون حرکتی، به شدت ضایعه و محل آن بستگی دارد.بنابراین، تعیین نوع(از نظر فوقانی یا تحتانی) و سطح آسیب توسط پزشک، جهت تشخیص و اقدامات درمانی برای بیمار در آینده ضرورت دارد.

## نواحی آسیب
آسیب نورون‌های حرکتی فوقانی راه هرمی (راه قشری نخاعی) و راه قشری بصل النخاعی در سکته مغزی شایع است.
ضایعه در هر کدام از بخش‌های زیر به عنوان یک ضایعه نورون حرکتی فوقانی شناخته می‌شود:
- راه هرمی
- راه قشری پیازی
- قشر مغز
- ساقه مغز
- کپسول داخلی
- طناب نخاعی

### آسیب راه هرمی
ضایعات راه هرمی در سطحی بالاتر از محل تقاطع هرمی منجربه بروز علایم در طرف دیگر و آسیب‌های زیر این ناحیه باعث ایجاد علایم در همان طرف می گردند.

### آسیب راه قشری پیازی
آسیب راه قشری‌پیازی(قشری بصل النخاعی) باعث اختلال در عملکرد عضلات چهره‌ای می گردد.ضایعه این نورون ها، فلج حرکتی عضلات تحتانی صورت را در طرف مقابل ایجاد می‌کند، چون بخش فوقانی صورت از راه قشر مغز هر دو نیمکره مخ عصب دهی می‌شود.

### آسیب قشر مغز
اگر آسیب‌های قشر مغز وسیع باشد ممکن است به فلج صورت، فلج اندام‌های فوقانی و تحتانی(دست و پا) طرف مقابل گردد.همچنین احتمال اختلال تکلم، مشکلات دید و حس نیز وجود دارد. 

### ضایعه در ساقه مغز
ضایعه ساقه مغز عموماً-اما نه همیشه-به نقایص حرکتی دو طرفه اغلب همراه با اختلالات حسی، فلج اعصاب مغزی و عدم تعادل می‌انجامد.

### آسیب کپسول داخلی
وجود ضایعه در سطح کپسول داخلی، جایی که الیاف نزولی از کورتکس مغز به صورت فشرده قرار دارند، عموماً منجربه  ضعف حرکتی(همی پارزی) شدیدی می‌شود که اندامها و صورت طرف مقابل را گرفتار می‌کند.

### ضایعه در طناب نخاعی
معمولاً یک آسیب نورون حرکتی فوقانی در نخاع، شامل ضایعه‌ای در سطح مهره دوازدهم (T12)  یا بالاتر از این سطح است.این مسئله به علت عدم هماهنگی سطح همه قطعات(سگمان ها)ی طناب نخاعی با مهره همنام خود ایجاد می گردد.طناب نخاعی در سطح T12-L1 یا L2-L1 در ناحیه مخروط انتهایی خاتمه می یابد و از زیر این ناحیه، ریشه‌های عصبی به صورت دم اسب خارج می گردند.ضایعه در سطح دم اسب، یک آسیب نورون حرکتی تحتانی است.
آسیب طناب نخاعی به صورت یک طرفه در ناحیه گردن، باعث فلج اندام فوقانی و تحتانی همان طرف می گردد.اگر این آسیب به صورت یک طرفه در سطح سینه‌ای یا کمری فوقانی باشد، منجربه فلج اندام تحتانی همان طرف خواهد شد.آسیب‌های طناب نخاعی با نقایص حسی نیز همراه هستند.در آسیب‌های کامل نخاعی، به دلیل ضایعه هر دو طرف راه‌های نزولی از قشر مغز و تنه مغزی به نخاع به ویژه راه هرمی، فلج اندام‌ها به صورت چهار دست و پا (کوادری پلژی) یا اندام‌های تحتانی (پاراپلژی) است.

## علایم
علایمی که در اثر آسیب نورون حرکتی فوقانی(UMNL) ایجاد می‌شود عبارتند از:
- افزایش تون عضلانی(Muscle ton) که اسپاستیسیته می گویند.
- تشدید رفلکس‌های تاندونی
- عدم وجود آتروفی عضلانی یا آتروفی کم عضلانی در درازمدت
- وجود علامت بابنسکی
- وجود کلونوس[۷] در آسیب‌های شدید
- کاهش یا ازبین رفتن رفلکس‌های شکمی سطحی